# Javier Navea
Luis Javier Navea Tolmos (Ica, Perú, 11 de mayo de 2003) es un futbolista peruano. Juega como mediocentro y su equipo actual es Vendsyssel FF de la 1. división de Dinamarca. 

## Trayectoria
Navea inició su formación en las divisiones menores del Alianza Lima, donde demostró su talento desde joven. En 2021, fue ascendido al primer equipo, aunque su debut en la Liga 1 se dio el 29 de octubre de ese año en un partido contra Cienciano en el Torneo Clausura, donde fue titular en el empate 1-1. Ese mismo año, Alianza Lima se consagró campeón del campeonato nacional.  
En julio de 2022, fue cedido a préstamo al Grêmio Novorizontino de la Serie B de Brasil, donde se mantuvo por un periodo de 8 meses, ganando experiencia en una liga de mayor competencia.
En 2023, regresó a Alianza Lima, pero fue nuevamente cedido en julio del mismo año a Unión Comercio, equipo de la Liga 1, para disputar el Torneo Clausura.
Para la temporada 2025 fue presentado como parte del plantel profesional del Alianza Lima, pero en febrero del mismo año y tras no disputar ningún partido, fue cedido a préstamo al Alianza Atlético Sullana por toda la temporada.

## Clubes
| Club                 | País      | Año       |
| -------------------- | --------- | --------- |
| Alianza Lima         | Perú      | 2021-2022 |
| Grêmio Novorizontino | Brasil    | 2022      |
| Alianza Lima         | Perú      | 2023      |
| Unión Comercio       | Perú      | 2023-2024 |
| Alianza Atlético     | Perú      | 2025      |
| Vendsyssel FF        | Dinamarca | 2025-act. |

## Palmarés

### Campeonatos nacionales
| Título | Club         | País | Año  |
| ------ | ------------ | ---- | ---- |
| Liga 1 | Alianza Lima | Perú | 2021 |
| Título | Club         | País | Año  |
| Liga 1 | Alianza Lima | Perú | 2022 |

### Títulos cortos
| Título          | Club         | País | Año  |
| --------------- | ------------ | ---- | ---- |
| Torneo Clausura | Alianza Lima | Perú | 2021 |
| Torneo Apertura | Alianza Lima | Perú | 2023 |